# Alexteroon hypsiphonus
Espèce
Statut de conservation UICN

 LC  : Préoccupation mineure
Alexteroon hypsiphonus est une espèce d'amphibiens de la famille des Hyperoliidae.

## Répartition
Cette espèce se rencontre dans le Sud du Cameroun, au Gabon et dans l'Ouest et le Sud de la République du Congo. Elle pourrait être présente en Guinée équatoriale et dans le Sud-Est du Nigeria.

## Publication originale
- Amiet, 2000 : Les Alexteroon du Cameroun (Amphibia, Anura, Hyperoliidae). Alytes, vol. 17, no 3/4, p. 125-164.